# Função química
Em química, o grupo de algumas substâncias compostas que possuem propriedades químicas semelhantes, denominadas propriedades funcionais, recebe o nome de função química.
Quando um determinado elemento possui características como acidez ou basicidade, solubilidade em água, reatividade de acordo com determinada função química, diz-se que este pertence a esta função química. As funções químicas são divididas de acordo com a divisão clássica.
Existem quatro tipos de função inorgânica: óxido, ácido, base e sal. O critério de classificação dessas funções é o tipo de íons que se formam quando ela é dissolvida em água.
Em função da natureza inexistente dos compostos químicos, as funções podem primariamente ser divididas entre funções inorgânicas que são as funções de compostos que não possuem cadeia carbônica, que é a principal característica desses compostos.  Classificação de óxidos, ácidos, bases e sais minerais são funções orgânicas em referência em H2O.

## Óxidos
Óxidos são compostos binários em que o elemento oxigênio apresenta número de oxidação igual a -2 e é o mais eletronegativo da fórmula tornando-o o mais potente elemento.
As propriedades de um óxido dependem das características específicas do elemento formador.

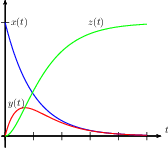
Funções

### Classificação dos óxidos
| Tipo                    | Descrição |
| ----------------------- | --- |
| Óxidos Neutros          | Sendo uma das parte que compõem o composto binário, um elemento ametal e a outra o elemento oxigênio, possuem ligação covalente e não reagem a água, base e ácidos. Exemplo: {\displaystyle CO={\text{Monóxido de Carbono}}} {\displaystyle CO_{2}={\text{Dióxido de Carbono}}}                                                               |
| Óxidos Básicos          | Sendo uma das parte que compõem o composto binário, um elemento metal com baixo número de oxidação (+1 e +2, exceto Pb, Zn, As, Sb e Sn, os quais formam sempre óxidos anfóteros) e a outra o elemento oxigênio, possuem ligação iônica. Exemplo: {\displaystyle BaO={\text{Óxido de Bário}}} {\displaystyle Na_{2}O={\text{Óxido de Sódio}}} |
| Óxidos Duplos ou Mistos | Sendo ambas partes que compõem o composto binário são óxidos idênticos. Exemplo: {\displaystyle Fe_{3}O_{4}={\text{Magnetita}}} {\displaystyle Pb_{3}O_{4}={\text{Tetróxido de Chumbo}}} |
| óxidos Anfóteros        | Sendo uma das parte que compõem o composto binário, ache como óxido ácido na presença de uma Base e como óxido base na presença de um ácido. Exemplo: {\displaystyle ZnO={\text{Óxido de Zinco}}} {\displaystyle Al_{2}O_{3}={\text{Óxido de Alumínio}}}                                                                                      |
| Óxidos Ácidos           | Sendo uma das parte que compõem o composto binário, um elemento ametal e a outra o elemento oxigênio, possuem ligação covalente, na presença de [água, torna-se ácido e com uma base, torna-se sais mais água. Exemplo: {\displaystyle SO_{2}={\text{Óxido de Enxofre}}} {\displaystyle Cl_{2}O_{7}={\text{Heptóxido de dicloro}}}            |
| Peróxidos               | Sendo uma das parte que compõem o composto binário, um elemento e a outra o elemento oxigênio, possuem em sua Fórmula o grupo {\displaystyle {[O_{2}]}^{2-}}. Exemplo: {\displaystyle Na_{2}O_{2}={\text{Peróxido de Sódio}}} {\displaystyle H_{2}O_{2}={\text{Peróxido de hidrogênio}}}                                                      |

Obs: os óxidos anfóteros se comportam como óxidos básicos na presença de ácidos e como óxidos ácidos na presença de bases.
Obs2: os óxidos mistos são a "soma" dos óxidos formados por um elemento, ou seja, é uma nuvem com todos os tipos de óxidos desse elemento:
{\displaystyle FeO+Fe_{2}O_{3}\rightarrow Fe_{3}O_{4}}

### Nomenclatura dos óxidos
a) para qualquer óxido
prefixo + óxido de + prefixo + elemento
Exemplos:
{\displaystyle \ Fe_{3}O_{4}} = tetróxido de triferro de ferro(3)
{\displaystyle \ N_{2}O_{3}} = trióxido de dinitrogênio (2)
b) para elementos com nox fixo
óxido de + elemento
Exemplos:
{\displaystyle \ Na_{2}O} - óxido de sódio
{\displaystyle \ Al_{2}O_{3}} - óxido de alumínio
c) para elementos que não apresentam nox fixo
óxido + elemento + sufixo OU óxido de + elemento + nox em algarismo romano
Exemplos:
{\displaystyle \ FeO} = óxido ferroso ou óxido de ferro II
{\displaystyle \ Fe_{2}O_{3}} = óxido férrico ou óxido de ferro III
d) para óxidos ácidos (ou anidridos) apenas
anidrido + prefixo + elemento + sufixo
Exceções: para os elementos B+3, C+4 e Si+4 só se usa o sufixo "ico".
Exemplos:
{\displaystyle \ CO_{2}} = anidrido carbônico
{\displaystyle \ Mn_{2}O_{7}} = anidrido permangânico

### Nomenclatura dos peróxidos
peróxido de + elemento
Exemplos:
{\displaystyle \ H_{2}O_{2}} = peróxido de hidrogênio
{\displaystyle \ K_{2}O_{2}} = peróxido de potássio

### Nomenclatura dos superóxidos
superóxido de + elemento
Exemplo:
{\displaystyle \ NaOH2} = superóxido de sódio

## Ácidos
Segundo Arrhenius, ácido é toda a substância que libera um íon H+ em água, ou, mais detalhadamente substâncias que em meio aquoso se dissociam, liberando o cátion {\displaystyle \ H^{+}} e um ânion diferente de {\displaystyle \ OH^{-}}. A teoria atual de Brønsted-Lowry define como ácido uma substância capaz de receber um par de elétrons. Além disso, a teoria de Arrhenius também foi atualizada:
ácido é toda a substância que libera um íon H+
Classificação dos ácidos
a) de acordo com a presença de oxigênio
1. Hidrácidos: não possuem oxigênio na fórmula.
  - Exemplos: HI,HCl,HF.

1. Oxiácidos: possuem oxigênio na fórmula.
  - Exemplos: H2CO3, H2SO3, H2SO4, HNO2.

b) de acordo com o grau de dissociação iônica
Obs: o cálculo de α nos ácidos é igual ao desenvolvido nas bases.
α (em porcentagem) = 100 x número de moléculas dissociadas/número total de moléculas dissolvidas
α > 50% → forte
α < 5% → fraco
1. Hidrácidos:
  - Fortes: HCl < HBr < HI
  - Médios: HF (pode ser considerado fraco)
  - Fracos: os demais

1. Oxiácidos:
  - Fortes: se x > 1 (H2SO4)
  - Médios: se x = 1 (HClO2)
  - Fracos: se x < 1 (HClO)

x = número de oxigênio - número de hidrogênio

### Nomenclatura dos ácidos
a) Hidrácidos
ácido + elemento + ídrico
Exemplos:
{\displaystyle \ HI} = ácido iodídrico
{\displaystyle \ HCl} = ácido clorídrico
{\displaystyle \ H_{2}S} = ácido sulfídrico
b) Oxiácidos
Como podem ser obtidos através da hidratação dos óxidos ácidos, há a mesma sistemática de nomenclatura.
ácido + prefixo + elemento + sufixo
| nox      | prefixo | sufixo |
| -------- | ------- | ------ |
| +1 ou +2 | hipo    | oso    |
| +3 ou +4 | -       | oso    |
| +5 ou +6 | -       | ico    |
| +7       | (hi)per | ico    |

Obs: quanto menos oxigênio, menor é o nox do elemento central e quanto mais oxigênio, maior é o nox do mesmo, como mostra os exemplos abaixo.
Exemplos:
{\displaystyle \ HClO} = ácido hipocloroso (nox Cl = +1
{\displaystyle \ HClO_{2}} = ácido cloroso (nox Cl = +3)
{\displaystyle \ HClO_{3}} = ácido clórico (nox Cl = +5)
{\displaystyle \ HClO_{4}} = ácido perclórico (nox Cl = +7)

## Bases
Bases são, segundo Arrhenius, compostos que em meio aquoso se dissociam, liberando como ânion {\displaystyle \ OH^{-}} e um cátion diferente de {\displaystyle \ H^{+}}. A teoria atual de Lewis define como base uma substância capaz de doar um par de elétrons.

### Classificação das bases
a) de acordo com o grau de dissociação
É o mesmo cálculo usado nos ácidos
- Fortes: α = 100% → bases formadas por metais dos grupos 1A e 2A. Quando o Grau de Ionização é praticamente 100%. É o caso dos hidróxidos dos metais alcalinos e dos metais alcalinos terrosos, que já são iônicos por natureza.
- Fracas: α < 5% → cujo Grau de Ionização é, em geral, inferior a 5%. É o caso do hidróxido de amônio e dos hidróxidos dos metais em geral excluídos os metais alcalinos e alcalinos terrosos; que são moleculares por sua própria natureza.

### Nomenclatura das bases
a) quando o cátion possui nox fixo
hidróxido de + cátion
Exemplo:
{\displaystyle \ KOH}= Hidróxido de Potássio
b) quando o cátion não apresenta nox fixo
hidróxido de + cátion + sufixo OU hidróxido + cátion + nox em algarismo romano
Exemplos:
{\displaystyle \ Fe(OH)_{2}} = hidróxido de ferro II ou hidróxido ferroso
{\displaystyle \ Fe(OH)_{3}} = hidróxido de ferro III ou hidróxido férrico

## Sais
Sais são compostos que em meio aquoso se dissociam, liberando pelo menos um cátion diferente de {\displaystyle \ H^{+}} e pelo menos um ânion diferente de {\displaystyle \ OH^{-}}. São definidos, muito limitadamente, como compostos binários resultante da reação de um ácido e uma base.
Obs: Quando dissolvidos em água, seus íons dissociados ganham mobilidade e se tornam condutores de eletricidade

### Classificação dos sais
a) de acordo com a presença de oxigênio
1. Sais halóides: não possuem oxigênio
  - Exemplos: {\displaystyle \ NaI}, {\displaystyle \ KBr}

1. Oxissais: possuem oxigênio
  - Exemplos: {\displaystyle \ CaCO_{3}}, {\displaystyle \ MgSO_{4}}

b) de acordo com a presença de H+ ou OH-
1. Sal normal: é formado pela neutralização completa entre um ácido e uma base. Não possui nem H+ nem OH-
  - Exemplo: {\displaystyle \ HCl+NaOH\rightarrow NaCl+H_{2}O}

1. Hidrogenossal ou hidroxissal: é formado numa reação de neutralização quando o ácido e a base não estão em proporção estequiométrica. Sendo assim, há uma neutralização parcial, sobrando H+ ou OH-
  - Exemplo (hidrogenossal): {\displaystyle \ H_{2}CO_{3}+NaOH\rightarrow NaHCO_{3}+H_{2}O}
  - Exemplo (hidroxissal): {\displaystyle \ Mg(OH)_{2}+HCl\rightarrow Mg(OH)Cl+H_{2}O}

1. Sal misto: o sal apresenta em sua fórmula mais de um cátion ou mais de um ânion diferentes. É formado a partir da neutralização de um ácido por mais de uma base ou de uma base por mais de um ácido.
  - Exemplo: {\displaystyle \ Al(OH)_{3}+HCl+H_{2}SO_{4}\rightarrow AlClSO_{4}+3H_{2}O}

### Nomenclatura dos sais
Regras básicas:
| Ácido  | Ânion |
| ------ | ----- |
| ídrico | eto   |
| oso    | ito   |
| ico    | ato   |

Exemplo:
{\displaystyle \ NaCl} = cloreto de sódio
b) para oxissais
Usamos uma extensão da tabela de óxidos ácidos e oxiácidos, pois a nomenclatura dos oxissais também depende do nox.
| -        | -       | óxidos ácidos e oxiácidos | oxissais |
| nox      | prefixo | sufixo                    | sufixo   |
| -------- | ------- | ------------------------- | -------- |
| +1 ou +2 | hipo    | oso                       | ito      |
| +3 ou +4 | -       | oso                       | ito      |
| +5 ou +6 | -       | ico                       | ato      |
| +7       | (hi)per | ico                       | ato      |

Exceções: Como os elementos B+3, C+4 e Si+4 só possuem sufixo "ico" na forma de ácido, quando sais, usa-se sempre o sufixo "ato".
Exemplos:
{\displaystyle \ KNO_{2}} (nox N = +3) = nitrito de potássio
{\displaystyle \ NaClO} (nox Cl = +1) = hipoclorito de sódio
{\displaystyle \ KMnO_{4}} (nox Mn = +7) = permanganato de potássio
Obs: quando na fórmula do sal há um hidrogênio, acrescentamos o prefixo "bi" ao nome do cátion.
{\displaystyle \ NaHCO_{3}} = bicarbonato de sódio

## Funções Orgânicas
São as funções de compostos que possuem uma cadeia carbônica com hidrogênios terminais definida.  Álcool, fenol, cetona, aldeído e éter são exemplos de funções orgânicas.